# Onorato (vescovo di Novara)
Onorato di Novara (... – Novara, ...; fl. V-VI secolo) è stato vescovo di Novara.

## Biografia
Onorato venne eletto alla carica di Vescovo di Novara nei primi decenni del VI secolo, succedendo a Pagaziano. Di lui si sa che durante la reggenza della cattedra episcopale assunse un ruolo fondamentale per la città, arrogandosi la possibilità di erigere un "castrum" sull'Isola di San Giulio a difesa della comunità e fondando una chiesa dedicata agli apostoli dove anticamente sorgeva un tempio pagano.
Alla sua morte il vescovo Ennodio di Pavia, compose per lui un discorso da recitarsi davanti agli altri vescovi intervenuti alle esequie nel giorno della dedicazione della Basilica degli Apostoli.